# ماريك سيمين
ماريك سيمين (بالسلوفاكية: Marek Semjan)‏ مواليد 7 نوفمبر 1987 في سلوفاكيا، هو لاعب كرة مضرب سلوفاكي يلعب باليد اليمنى ويحتل حالياً المرتبة رقم. 535 (6 أبريل 2015) في تصنيف رابطة محترفي كرة المضرب. أعلى تصنيف له في الفردي كان المركز الـ 218 في سنة 2010. أعلى تصنيف له في الزوجي كان المركز الـ 270 في سنة 2009.

## النهائيات

### الفردي: 2 (0–2)
| الحصيلة | الرقم | التاريخ (النهائي) | الدورة            | الأرضية | المنافس في النهائي | النتيجة       |
| الوصافة | 1.    | 1 أغسطس 2010      | سارانسك، روسيا    | ترابية  | إيفان سيرغييف      | 6–7(2–7), 1–6 |
| الوصافة | 2.    | 14 أغسطس 2010     | سمرقند، أوزبكستان | ترابية  | أندريه مارتن       | 4–6, 5–7      |

### الزوجي: 2 (2–0)
| الحصيلة | الرقم | التاريخ        | الدورة            | الأرضية | الشريك               | المنافس في النهائي           | النتيجة           |
| الفوزs  | 1.    | 23 نوفمبر 2008 | يوكوهاما, اليابان | صلبة    | توماس كاكل           | بريندان ايفانز مارتن سلانار  | 6–3, 7–6(7–1)     |
| الفوز   | 2.    | 12 يونيو 2010  | كوشيتسه, سلوفاكيا | ترابية  | ميلوسلاف مسير جونيور | ريكاردو هوسيفار كايو زامبيري | 3–6, 6–1, [13–11] |

## روابط خارجية
- ماريك سيمين على موقع رابطة محترفي التنس (الإنجليزية)
- ماريك سيمين على موقع الاتحاد الدولي لكرة المضرب (الإنجليزية)
- ماريك سيمين على موقع خلاصة التنس.كوم (الإنجليزية)